# Баварская война (1420 — 1422)
Баварская война (нем. Städtekrieg) — вооружённый конфликт между Баварско-Ингольштадтским герцогством при помощи Айхахской лиги с одной стороны и Баварско-Ландсхутское герцогство при помощи Констанцской лиги с другой, произошедший в 1420 — 1422 гг.

## Предыстория

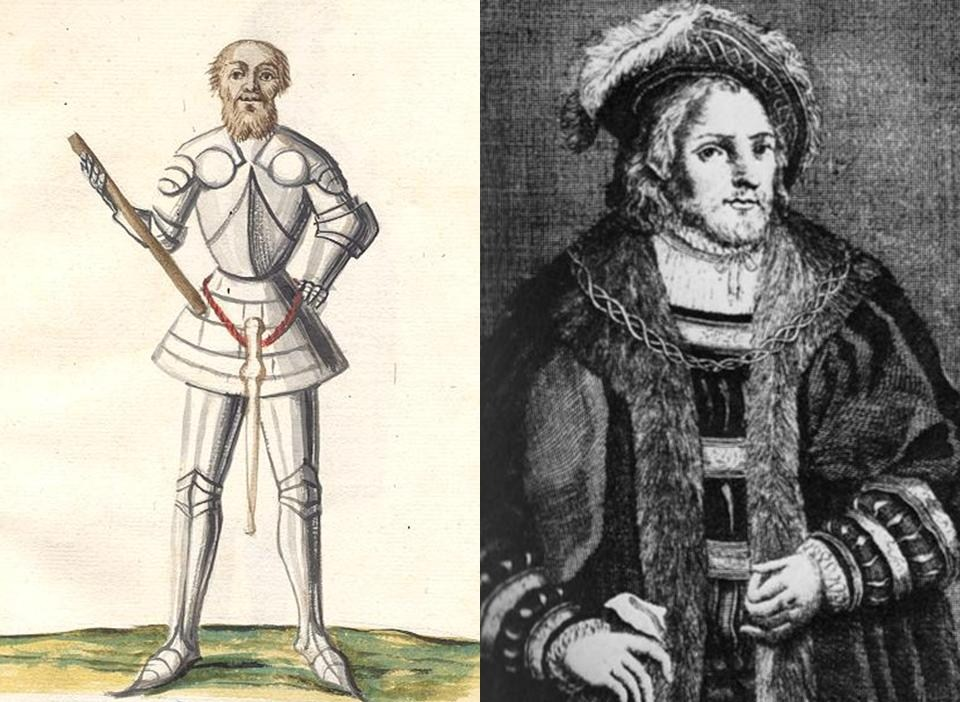
Людвиг VII Бородатый и Генрих XVI

Корни этого конфликта уходят в 1392 год, когда после смерти герцога Стефана II три его сына — Иоганн II, Стефан III и Фридрих решили разделить Баварское герцогство между собой. Иоганн сделал своей столицей Мюнхен, Фридрих — Ландсхут, а Стефан III получил часть наследства со столицей в Ингольштадте. Будучи неудовлетворённым итогами раздела, в 1394 году Стефан напал на Баварско-Мюнхенское герцогство, и в 1395 году вынудил Иоганна признать его своим соправителем. Когда в 1397 году Иоганн II умер, Стефан III попытался утвердить свой приоритет перед сыновьями Иоганна, что привело к конфликту Стефана с племянниками Эрнстом и Вильгельмом. В 1402 Эрнсту удалось водворить Стефана назад в границы Баварии-Ингольштадта. В 1403 году Стефан в отместку поддержал восстание горожан Мюнхена, но оно провалилось.
Людвиг VII Бородатый ещё до того как стать герцогом нажил себе много врагов. В 1387—1389 гг. он участвовал в войне против Лиги швабских городов. В 1391 году перебрался в Париж, где во Франции при дворе своей сестры королевы Изабеллы Баварской и её мужа Карла VI. В 1393 году он вернулся в Баварию. В 1394—1395 годах вместе с отцом воевал против Баварско-Мюнхенского герцога Иоганна II. В 1401 участвовал в борьбе на стороне короля Рупрехта Пфальцкого против Джана Галеаццо Висконти. В июле 1403 году вернулся в Ингольштадт, после чего возобновил конфликт с соседями выразив претензии Баварско-Мюнхенского герцогство потерянного после поражения отца. Также 1404 году выдвинул претензии на Ландсгут-Баварское герцогство. Это дело долго рассматривалось в разных арбитражах (только в 1410 году требования Людвига окончательно отклонены). В 1413 году, после смерти отца, стал новым герцогом Баварии-Ингольштадта. Продолжил политику предшественника, направленную на расширение владений из-за чего вступил в конфликт с своим двоюродным братом, Генрихом XVI, герцогом Ландсгутом-Баварским.
Общество попугая было основана 17 апреля 1414 года герцогом Генрихом XVI Баварско-Ландсхутским. Генрих XVI осознавая неуживчивый характер Людвига VII начал склонять к вступлению в союз соседних феодалов. Другими членами общества стали Эрнест Баварско-Мюнхенский, его брат Вильгельм III и Иоанн, граф Палатин Ноймарктский. 16 февраля 1415 года членами общества стали Фридрих Нюрнбергский и курфюрст Палатин Людовик III. Его члены встретились 8 июля 1415 года на Констанцском соборе. Там они превратили Общество не только в политический, но и военный союз взаимной защиты от Людовика VII с обязательством поддержки друг друга в случае войны против Баварии-Ингольштадта. Подписавшиеся поклялись распустить союз, только после смерти их заклятого врага Людовика Бородатого. Этот союз впоследствии стал известен как Констанцская лига.

## История
После того, как король Сигизмунд еще раз объявил арбитражные решения Фрайзинга и, таким образом, мюнхенское постановление герцога Эрнста действительным в Констанце 19 октября 1417 года, споры между Людовиком VII и Генрихом XVI обострились. Людвиг публично оскорбил Генриха, после чего устроил ему засаду по дороге домой и нанес ему серьезные ранения мечом. Умная союзническая политика Генриха последних нескольких лет теперь приносила свои плоды: его союзник Фридрих Бранденбургский смог помешать королю Сигизмунду наложить на него имперский запрет и, благодаря его умной аргументации перед королевским двором, для чего он также прибегнул к римскому праву , ему удалось не быть наказанным за нападение на Людвига. Это также вызвало у Фредерика неприязнь Людвига, что выразилось в обширном обмене бранными письмами между ними.
Признаки теперь указывали на войну, и даже встреча Людвига и Эрнста, Вильгельма и Иоганна фон Ноймаркта в июне 1419 года не принесла прочного облегчения. Всего несколько дней спустя принцы-епископы Иоганн фон Эйхштет и Альберт фон Регенсбург присоединились к Констанцской лиге. Тем временем Людвиг искал поддержки у аристократической оппозиции Генриху, с которой он объединился в Айхахском объединении  , и пытался, с умеренным успехом, вербовать наемников за границей. Когда в марте 1420 года курфюрсты Фридрих Бранденбургский и Людовик Пфальцский покинули страну, Людовик VIII , сын Людовика от первого брака с Анной де Бурбон, напал на графов Людвига и Фридриха Эттингенских , которые затем присоединились к Констанцской лиге . . В конце июля Людовик VIII также объявил войну Фридриху Бранденбургскому, а в октябре войскам Ингольштадта удалось поджечь бургграфскую крепость Нюрнберга .
Чтобы избежать возможного вмешательства Генриха XVI. Чтобы опередить войну, Людовик VII в начале февраля 1421 года напал на Нойштадт-ан-дер-Донау , где уроженец Ландсхута хотел собрать свои войска. Теперь граф Палатин Иоганн восстал против жителей Ингольштадта и угрожал их владениям в Нордгау. В апреле 1421 года герцоги Мюнхенские и Людовик Пфальцский также объявили войну Баварии-Ингольштадту. В 1421 году жители Ингольштадта уступили большую часть своей северной территории Гау Иоганну фон Ноймаркту и Фридриху Бранденбургскому, а также Маркт Швабен отошли Баварии-Мюнхену, в 1422 году пали Фридберг и Грайсбах; В августе 1422 года Людовику VII пришлось заключить перемирие с Фридрихом Бранденбургским и Генрихом Баварским-Ландсхутом, а последнее наступление на Мюнхен провалилось месяцем позже в битве при Аллинге .
Людовик VII и его сын выступили в одиночку против Генриха и его союзников и проиграли. К концу войны, помимо Констанцкой лиги, они имели несколько имперских городов, архиепископов Кёльна , Майнца , Трира и Магдебурга , курфюрста Саксонии , герцогов Клевских и Лотарингских , графов Вюртембергских , против него выступили маркграф Баденский , ландграф Лейхтенбергский, а также множество других дворян. Король Сигизмунд, желавший поскорее положить конец военным конфликтам в Баварии ввиду гуситских войн , даже объявил имперскую войну Баварии-Ингольштадту. После поражения при Аллинге Людовик VII наконец подчинился королю и последовал за ним к его двору. Сигизмунд приказал заключить четырехлетнее перемирие и на несколько лет передал значительно уменьшенное герцогство Бавария-Ингольштадт под королевское губернаторство.
Баварская война началась с разграбления замка бургграфа Нюрнберга войсками Баварии-Ингольштадта в 1420 году.
Конфликт вызвал большие разрушения во всем регионе: деревни Найдертсхофен, недалеко от Гаймерсхайма , и Деттенхайм были сровнены с землей; Также были разрушены замки Бург Бецценштайн в одноименном городке и Бург Гуттенберг в Крайбурге-ам-Инне ( Верхняя Бавария ), усадьба баварского дворянина Каспара Тёрринга и резиденция бургграфов Нюрнберга.
Война достигла кульминации 19 сентября 1422 г. битвой при Аллинге, в которой Людвиг Бородатый потерпел жестокое поражение от армии Эрнеста и Вильгельма III Баварско-Мюнхенских.
После битвы при Аллинге и тяжелого поражения, понесенного Людвигом VII, капитуляция Баварии-Ингольштадта казалась неизбежной. Однако любое развитие конфликта было предотвращено вмешательством императора Сигизмунда Люксембургского, который, нуждаясь в концентрации всех сил империи для подавления гуситского восстания в Богемии. Он наложил на воюющие силы четырехлетнее перемирие Регенсбурге 2 октября 1422 года при посредничестве Иоанна II Хайдека, епископа Эйхштетского. Положения договора были следующими:
- На время перемирия, герцогством Бавария-Ингольштадт будет управлять имперский Ландесхауптман («государственный капитан»), а герцог Людвиг отправится во временное изгнание при венгерском дворе.
- Герцогство Бавария-Ландсхут получило город Эберсбергом, ранее являвшимся вотчиной Людвига, а герцог Генрих был отправлен во временное изгнание в Тевронский орден.